# Брюннер, Карл (художник)
Карл Брюннер, (нем. Karl Brünner, также Carl Brünner; * 4 декабря 1847 г. Карлсруэ; † 15 января 1918 г. Кассель), — немецкий художник-портретист и мастер исторического жанра, иллюстратор и педагог.

## Жизнь и творчество
Первоначально Карл Брюннер изучал литографию и графику. Затем, в 1865—1870 годы он — студент в государственной Академии изобразительных искусств Карлсруэ (тогда — Великого герцога Баденского высшая художественная школа, Großherzoglich Badischen Kunstschule Karlsruhe), в которой изучает живопись. Ещё в школе у него сложились дружеские отношения с художниками Гансом Тома и Фердинандом Келлером. 
В 1870—1871 годы служит санитаром, а затем чертёжником в армии во время Франко-прусской войны. После окончания военных действий совершает путешествие по Нидерландам, Бельгии и северной Германии. В 1871-1872 годах живёт и работает в Вене, в мастерской Ганса Макарта, в 1873 году возвращается в Карлсруэ и рисует в мастерской своего друга, Фердинанда Келлера. На следующий год он приезжает в Базель и здесь четыре года работает над монументальным полотном «Вино, женщина и песня» для ресторана при базельском художественном союзе. В эти годы художник пишет целый ряд картин, в том числе портрет базельского мецената и покровителя искусств Иоганна Якоба им Хоф, а также исторических полотен. Позднее Брюннер совершает поездки в Париж, в Италию, на Сицилию и в Африку. В 1882 году он вступает в брак со швейцаркой Хедвиг Зиклер (1867—1948). В этом браке родились будущие художники Дора Вильгерод-Брюннер и Ганс Брюннер, а также Хедвиг Брюннер, мать скульптора Матиаса Гёритца.
В 1883 году Карл Брюннер возвращается в Карлсруэ. Здесь великий герцог Баденский Фридрих I заказывает ему целый ряд монументальных настенных работ, фресок, а также копирование картин голландского живописца Иошуа Рейнольдса, а затем и Рембрандта. С 1888 года и до 1918 года Брюннер преподаёт историю искусств в Высшей школе художеств в Касселе.

## Галерея
- Карл Брюннер, Автопортрет (ок. 1910)
- Молящаяся старушка, 1886
- Портрет двух детей